# Philonotis eurydictyon
Philonotis eurydictyon là một loài rêu trong họ Bartramiaceae. Loài này được Herzog mô tả khoa học đầu tiên năm 1920.